# Гоф (Канзас)
Гоф (енгл. Goff) град је у америчкој савезној држави Канзас.

## Демографија
По попису из 2010. године број становника је 126, што је 55 (-30,4%) становника мање него 2000. године.
| Група             | 2000.       | 2010.       |
| Белци             | 165 (91,2%) | 113 (89,7%) |
| Афроамериканци    | 3 (1,7%)    | 0 (0,0%)    |
| Азијати           | 1 (0,6%)    | 1 (0,8%)    |
| Хиспаноамериканци | 5 (2,8%)    | 1 (0,8%)    |
| Укупно            | 181         | 126         |